# Gaspar Campos-Ansó Fernández
Gaspar Campos-Ansó Fernández (Gijón, Asturias, 27 de marzo de 2000), conocido como Gaspar, es un futbolista español que juega como extremo en el Real Sporting de Gijón S.A.D. de la Segunda División de España.

## Trayectoria
Nació en Gijón, Asturias, y se incorporó a la Escuela de Mareo en 2008, con ocho años. En la temporada 2019-20, concretamente el 25 de junio, debutó con el primer equipo del Real Sporting de Gijón en un empate a uno frente al Rayo Vallecano en la Segunda División.
El 11 de marzo de 2021 renovó su contrato hasta el 30 de junio de 2025. Con el conjunto asturiano disputó 77 partidos en Segunda División en los que anotó cinco goles, siendo nombrado mejor jugador del mes de septiembre de ese mismo año.
El 18 de agosto de 2022 fue cedido al Burgos C. F. por una temporada.

## Selección nacional
En octubre de 2021 realizó su debut con la selección sub-21 de España.

## Clubes
| Club                       | País   | Año             |
| -------------------------- | ------ | --------------- |
| Real Sporting de Gijón "B" | España | 2019-2020       |
| Real Sporting de Gijón     | España | 2020-2022       |
| Burgos C. F. (cedido)      | España | 2022-2023       |
| Real Sporting de Gijón     | España | 2023-actualidad |

## Palmarés

### Distinciones individuales
| Distinción                                                           | Año  |
| -------------------------------------------------------------------- | ---- |
| Mejor jugador del mes de septiembre de la Segunda División de España | 2021 |